# Euchaetes jalapa
Euchaetes jalapa là một loài bướm đêm thuộc phân họ Arctiinae, họ Erebidae.